# کاتای ویلیامز
کاتای ویلیامز( سپتامبر ۱۸۴۴– ۱۸۹۳) یک سرباز آمریکایی بود. او یک زن آفریقایی-آمریکایی بود که با استفاده از نام مستعار ویلیام کاتای در ارتش ایالات متحده ثبت‌نام کرد. ویلیامز اولین زنی بود که در ارتش ایالات متحده ثبت‌نام کرد و تنها زن مستند شده‌ای که در حین جنگ‌های سرخپوستان به عنوان مرد خدمت می‌کرد.

## اوایل زندگی
کاتای ویلیامز در سپتامبر ۱۸۴۴ در ایندیپندنس، میزوری به دنیا آمد. پدر او آزاد و مادرش در بردگی بود، که این وضعیت قانونی او را نیز برده می‌ساخت. در دوران نوجوانی، ویلیامز به عنوان برده خانگی در مزارع جانسون در حومه جفرسون سیتی، میزوری کار می‌کرد. در سال ۱۸۶۱، نیروهای اتحادیه جفرسون سیتی را در مراحل اولیه جنگ داخلی تصرف کردند. در آن زمان، بردگان اسیر به‌طور رسمی توسط اتحادیه به عنوان غنیمت جنگی تعیین می‌شدند و بسیاری مجبور به خدمت در نقش‌های پشتیبانی نظامی مانند آشپز، لباس‌شویی یا پرستار شدند.

## خدمت در ارتش ایالات متحده

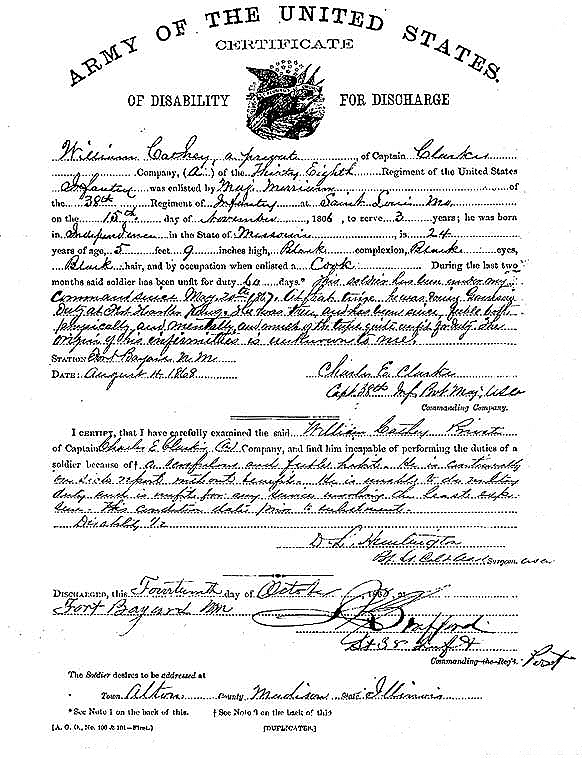
گواهی تخلیه از کارافتادگی کاتای ویلیامز

به دلیل ممنوعیت خدمت زنان در ارتش، کاتای ویلیامز با نام جعلی ویلیام کاتای در ۱۵ نوامبر ۱۸۶۶ در سنت لوئیس، میزوری برای یک تعهد سه ساله ثبت نام کرد و خود را به عنوان مرد جا زد. او پس از گذراندن یک معاینه پزشکی سطحی به هنگ ۳۸ام پیاده‌نظام ایالات متحده اختصاص داده شد. تنها دو نفر دیگر بودند که از این فریب آگاه بودند، پسر عموی او و یک دوست که هر دو سرباز هم‌رزمی او بودند. باور می‌شود که او اولین زن سیاهپوستی است که به مدال حسن خدمت دست یافت.
کمی پس از ثبت‌نام، ویلیامز به آبله مبتلا شد و بستری شد و سپس به واحد خود که تا آن زمان در نیومکزیکو مستقر شده بود، پیوست. احتمالاً به دلیل اثرات آبله، گرمای نیومکزیکو یا اثرات تجمعی سال‌ها راهپیمایی، بدن او شروع به نشان دادن علائم فشار کرد. او به‌طور مکرر بستری شد. جراح پست در نهایت کشف کرد که او یک زن است و فرمانده پست را مطلع کرد. او در ۱۴ اکتبر ۱۸۶۸ توسط فرمانده خود، کاپیتان چارلز ای. کلارک، از ارتش تخلیه شد.

## سال‌های پس از خدمت نظامی
کاتای ویلیامز به عنوان آشپز در فورت یونیون، نیومکزیکو کار کرد و سپس به پوبلو، کلرادو نقل مکان کرد. او ازدواج کرد، اما این ازدواج به طرز فاجعه‌باری پایان یافت وقتی که شوهرش پول او و یک تیم اسب‌ها را دزدید. ویلیامز او را دستگیر کرد.
او به ترینیداد، کلرادو نقل مکان کرد، جایی که به عنوان خیاط کار می‌کرد. او ممکن است مالک یک مهمانخانه نیز بوده باشد. در این زمان بود که داستان ویلیامز برای اولین بار عمومی شد. یک خبرنگار از سنت لوئیس شایعاتی دربارهٔ یک زن آفریقایی-آمریکایی که در ارتش خدمت کرده بود شنید و برای مصاحبه با او آمد. زندگی و خدمات نظامی او در روزنامه دیلی تایمز سنت لوئیس در ۲ ژانویه ۱۸۷۶ منتشر شد.

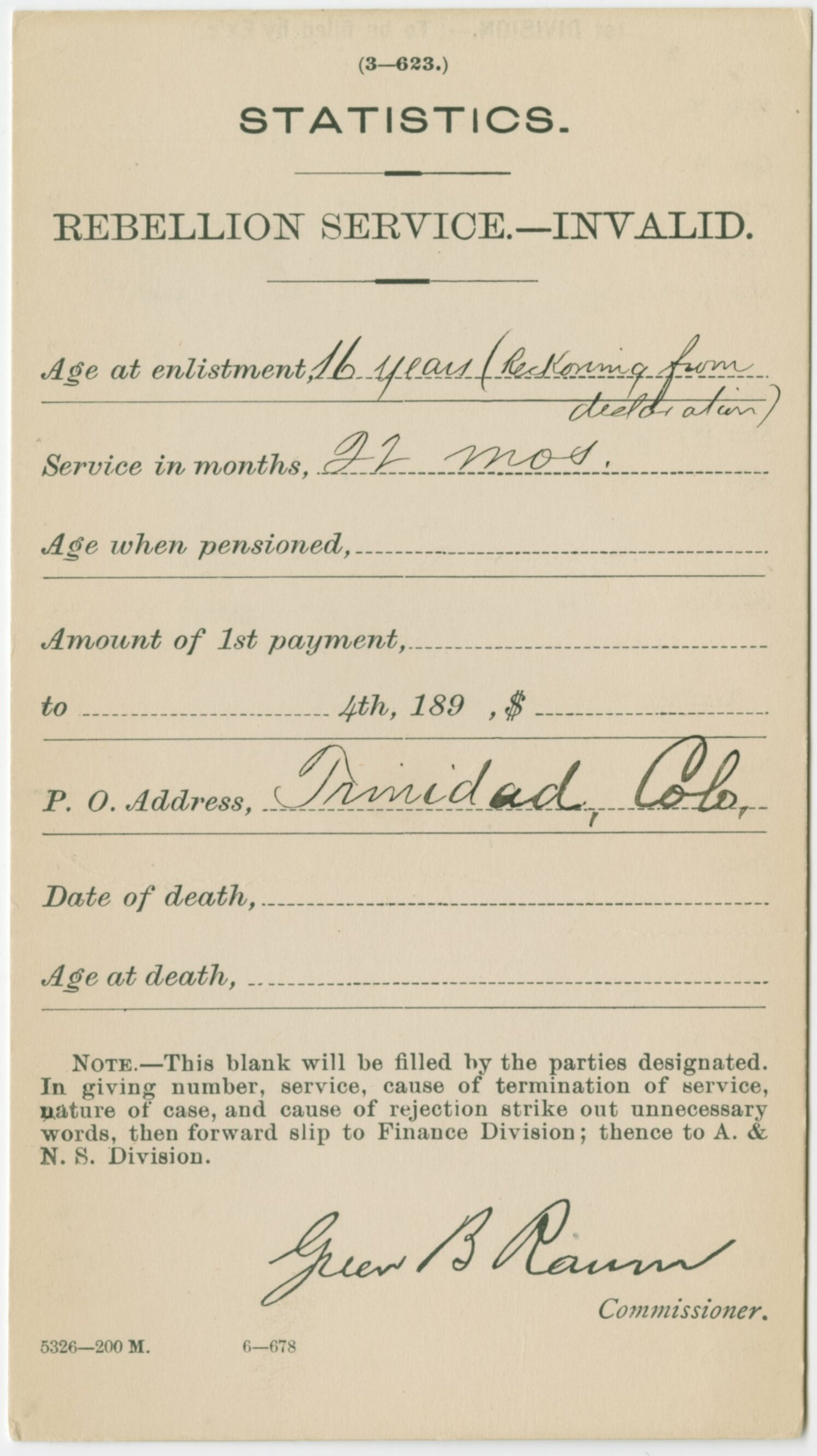
سوابق حقوق بازنشستگی ارتش ایالات متحده برای کاتای ویلیامز

در اواخر سال ۱۸۸۹ یا اوایل ۱۸۹۰، ویلیامز به یک بیمارستان محلی رفت و برای مدتی در آنجا ماند و در ژوئن ۱۸۹۱، بر اساس خدمت نظامی‌اش، برای حقوق بازنشستگی از کارافتادگی درخواست داد. ماهیت بیماری و ناتوانی او ناشناخته است. سابقه‌ای برای اعطای حقوق بازنشستگی به سربازان زن وجود داشت. دبورا سامپسون در سال ۱۸۱۶، آنا ماریا لین، و مری هیز مک کالی (که بیشتر به نام مالی پیچر شناخته می‌شود) برای خدمت خود در جنگ انقلاب آمریکا حقوق بازنشستگی دریافت کرده بودند.

## سلامتی رو به زوال و مرگ
در سپتامبر ۱۸۹۲، یک پزشک که توسط دفتر بازنشستگی ایالات متحده استخدام شده بود، کاتای ویلیامز را معاینه کرد. با وجود اینکه او از نورالژی و دیابت رنج می‌برد، که منجر به قطع انگشتان پای او شده بود و تنها با عصا قادر به راه رفتن بود، پزشک تصمیم گرفت که او واجد شرایط دریافت کمک هزینه ناتوانی نیست. درخواست او رد شد.
تاریخ دقیق مرگ ویلیامز ناشناخته است، اما احتمالاً او پس از رد شدن درخواست بازنشستگی، در حدود سال ۱۸۹۳ درگذشت. نشان قبر او احتمالاً از چوب ساخته شده و مدت‌ها پیش خراب شده است؛ بنابراین، محل نهایی دفن او ناشناخته است.

## افتخارات
در سال ۲۰۱۶، یک تندیس برنزی از کاتای ویلیامز که اطلاعاتی دربارهٔ او را به نمایش می‌گذارد و یک باغچه کوچک گل رز در اطراف آن قرار دارد، در خارج از مرکز فرهنگی ریچارد آلن در لون‌ورث، کانزاس رونمایی شد.
در سال ۲۰۱۸، نیمکت یادبود سرباز کاتای ویلیامز در مسیر افتخار موزه ملی پیاده‌نظام رونمایی شد.